# Джулія Стайлз
Джулія О'Хара Стайлз (англ. Julia O'Hara Stiles; нар. 28 березня 1981, Нью-Йорк) — американська акторка, номінантка на премію «Еммі».

## Біографія
Народилася 28 березня 1981 року в Нью-Йорку старшою з трьох дітей у родині вчителя початкових класів Джона О'Хари та художниці Джудіт Стайлз. Від батьків Стайлз успадкувала ірландське, італійське й англійське походження. Сестру і брата Джулії звуть Джейн і Джонні. Дівчинка з ранніх років займалася сучасними танцями, що певною мірою сприяло її інтересу до Шекспіра і сучасного театру. Вже в 11 років Джулія дебютувала на театральній сцені в складі експериментальної трупи La MaMa Theatre.
Взяла участь у цілій низці театральних постановок і знялася у кількох рекламних роликах, перш ніж спробувати себе в кінематографі. Її перший крок не можна було назвати вдалим: до останнього моменту Стайлз вважалася головною конкуренткою Кірстен Данст на роль Клодії в культовому фільмі «Інтерв'ю з вампіром», проте програла цю «сутичку».
У 2005 році закінчила Колумбійський університет зі ступенем по англійській літературі. Стайлз — вегетаріанка, іноді вживає в їжу червоне м'ясо, в минулому була веганкою. Називає себе феміністкою, в 2004 році написала статтю про фемінізм в газеті The Guardian.

## Фільмографія
| Рік       |    | Українська назва                  | Оригінальна назва          | Роль                                     |
| --------- | -- | --------------------------------- | -------------------------- | ---------------------------------------- |
| 1993—1994 | с  | Привид-письменник                 | Ghostwriter                | Еріка Денсбі (6 епізодів)                |
| 1996      | ф  |                                   | I Love You, I Love You Not | молода подруга Нани                      |
| 1996      | с  | Обітований край                   | Promised Land              | Меган Вокер (1 епізод)                   |
| 1997      | с  | Чиказька надія                    | Chicago Hope               | Корі Савіцкі (1 епізод)                  |
| 1997      | ф  | Власність диявола                 | The Devil's Own            | Бріджет О'Мейра                          |
| 1997      | тф | Розбиті серця                     | Before Women Had Wings     | Фібі Джексон                             |
| 1998      | ф  | Гріх                              | Wicked                     | Еллі Крістіансон                         |
| 1998      | ф  | Пробудження                       | Wide Awake                 | Ніна Біл                                 |
| 1999      | тф | Шістдесяті                        | The '60s                   | Кеті Герліхі                             |
| 1999      | ф  | 10 речей, які я в тобі ненавиджу  | 10 Things I Hate About You | Катаріна Стретфорд                       |
| 2000      | ф  | Тільки ти і я                     | Down to You                | Імоджен                                  |
| 2000      | ф  | Гамлет                            | Hamlet                     | Офелія                                   |
| 2000      | ф  | Життя за кадром                   | State and Main             | Карла                                    |
| 2001      | ф  | Збережи останній танець           | Save the Last Dance        | Сара                                     |
| 2001      | ф  | Бізнес незнайомців                | The Business of Strangers  | Пола Мерфі                               |
| 2001      | с  | Суботнього вечора в прямому ефірі | Saturday Night Live        | Дженна Буш (1 випуск)                    |
| 2001      | ф  | О                                 | O                          | Дезі Брейбл                              |
| 2002      | ф  | Ідентифікація Борна               | The Bourne Identity        | Нікі (Ніколет) Парсонс                   |
| 2003      | ф  | Не для дівчат                     | A Guy Thing                | Беккі                                    |
| 2003      | ф  | Кароліна                          | Carolina                   | Кароліна Мірабо                          |
| 2003      | ф  | Посмішка Мони Лізи                | Mona Lisa Smile            | Джоан Брендвін                           |
| 2004      | ф  | Принц і я                         | The Prince & Me            | Пейдж Морган                             |
| 2004      | ф  | Перевага Борна                    | The Bourne Supremacy       | Нікі (Ніколет) Парсонс                   |
| 2005      | ф  | Едмонд                            | Edmond                     | Гленна                                   |
| 2005      | ф  | Прогулянка на небеса              | A Little Trip to Heaven    | Ізольда                                  |
| 2006      | ф  | Омен                              | The Omen                   | Кетрін Торн                              |
| 2007      | ф  | Ультиматум Борна                  | The Bourne Ultimatum       | Нікі (Ніколет) Парсонс                   |
| 2008      | ф  | Госпер Хіл                        | Gospel Hill                | Розі                                     |
| 2009      | ф  | Крик сови                         | The Cry of the Owl         | Дженні Трірольф                          |
| 2009      | ф  | Проходження                       | Passage                    | Елла                                     |
| 2010      | ф  | Секстінг                          | Sexting                    | молода жінка                             |
| 2010      | с  | Декстер                           | Dexter                     | Люмен Енн Пірс (10 епізодів 5-го сезону) |
| 2012      | с  | Джен                              | Jan                        | Блу (1 епізод)                           |
| 2012      | ф  | Це катастрофа                     | It's a Disaster            | Трейсі Скотт                             |
| 2012      | ф  | Імоджен                           | Girl Most Likely           | Стейдж Імоджен                           |
| 2012      | ф  | Збірка промінців надії            | Silver Linings Playbook    | Вероніка Максвелл                        |
| 2012      | ф  | Між нами                          | Between Us                 | Ґрейс                                    |
| 2012      | тф | Опівнічне сонце                   | Midnight Sun               | Лея Кафка                                |
| 2013      | тф | Перевтілення                      | The Makeover               | Ханна Гіґґінз                            |
| 2013      | ф  | Замкнутий ланцюг                  | Closed Circuit             | Джоанна Ріс                              |
| 2014      | ф  | Хіти                              | Hits                       | жінка біля смітника                      |
| 2012—2014 | с  | Блу                               | Blue                       | Блу                                      |
| 2014      | ф  | Із темряви                        | Out of the Dark            | Сара Геррімен                            |
| 2014—2015 | с  | Проект Мінді                      | The Mindy Project          | д-р Джессіка Ліберштейн (3 епізоди)      |
| 2015      | ф  | Ходімо зі мною                    | Go with Me                 | Ліліан                                   |
| 2015      | ф  | Чудова Ґіллі Гопкінс              | The Great Gilly Hopkins    | Кортні                                   |
| 2015      | тф | Зачароване коло                   | Guilt by Association       | Рейчел Найт                              |
| 2016      | ф  | Гірше, ніж брехня                 | Misconduct                 | Джейн Клементі                           |
| 2016      | с  | Усередині Емі Шумер               | Inside Amy Schumer         | дівчина (1 епізод)                       |
| 2016      | ф  | 11:55                             | 11:55                      | Джанін                                   |
| 2016      | ф  | Джейсон Борн                      | Jason Bourne               | Нікі (Ніколет) Парсонс                   |
| 2016      | ф  | Потоплення                        | The Drowning               | Лорен Сеймур                             |
| 2017      | ф  | Халепа                            | Trouble                    | Рейчел                                   |
| 2017—2020 | с  | Рив'єра                           | Riviera                    | Джорджина Кліос (28 епізодів)            |
| 2019      | ф  | Шахрайки з Волл-стріт             | Hustlers                   | Елізабет                                 |
| 2020      | кф |                                   | The Bourne Stuntacular     | Нікі Парсон                              |
| 2021      | кф | Комітет Бога                      | The God Committee          | д-р Джордан Тейлор                       |
| 2022      | с  | Озеро                             | The Lake                   | Мейзі-Мей (16 епізодів)                  |
| 2022      | ф  | Дитя темряви: Перша жертва        | Orphan: First Kill         | Тріша Олбрайт                            |
| 2021—2022 | мс | Дракони: Дев'ять світів           | Dragons: The Nine Realms   | Олівія Куллерсен (голос, 13 епізодів)    |

## Нагороди та номінації
| Нагороди та номінації                | Нагороди та номінації | Нагороди та номінації                                                      | Нагороди та номінації            | Нагороди та номінації |
| Нагорода                             | Рік                   | Категорія                                                                  | Фільм                            | Підсумок              |
| ------------------------------------ | --------------------- | -------------------------------------------------------------------------- | -------------------------------- | --------------------- |
| Золотий глобус                       | 2011                  | Найкраща жіноча роль другого плану — міні-серіал, телесеріал або телефільм | Декстер                          | Номінація             |
| Еммі                                 | 2011                  | Найкраща запрошена акторка драматичного серіалу                            | Декстер                          | Номінація             |
| Премія Гільдії кіноакторів США       | 2011                  | Найкращий акторський ансамбль у драматичому серіалі                        | Декстер                          | Номінація             |
| Супутник                             | 2002                  | Найкраща акторка другого плану (драма)                                     | Бізнес незнайомців               | Номінація             |
| Асоціація кінокритиків Чикаго        | 2000                  | Найбільш багатообіцяюча акторка                                            | 10 речей, які я в тобі ненавиджу | Перемога              |
| Florida Film Critics Circle          | 2001                  | Найкращий акторський склад                                                 | Життя за кадром                  | Перемога              |
| Кінофестиваль в Карлових Варах       | 1998                  | Найкраща акторка                                                           | Гріх                             | Перемога              |
| MTV Movie Awards                     | 2000                  | Прорив (акторка)                                                           | 10 речей, які я в тобі ненавиджу | Перемога              |
| MTV Movie Awards                     | 2001                  | Найкраща акторка                                                           | Збережи останній танець          | Номінація             |
| MTV Movie Awards                     | 2001                  | Найкращий поцілунок                                                        | Збережи останній танець          | Перемога              |
| Телевізійний фестиваль в Монте-Карло | 2011                  | Найкраща акторка другого плану — драматичний серіал                        | Декстер                          | Номінація             |
| Національна рада кінокритиків США    | 2000                  | Найкращий акторський ансамбль                                              | Життя за кадром                  | Перемога              |
| Online Film Critics Society          | 2001                  | Найкращий акторський ансамбль                                              | Життя за кадром                  | Перемога              |
| Teen Choice Awards                   | 1999                  | Сама сексуальна любовна сцена                                              | 10 речей, які я в тобі ненавиджу | Номінація             |
| Teen Choice Awards                   | 1999                  | Прорив (акторка)                                                           | 10 речей, які я в тобі ненавиджу | Номінація             |
| Teen Choice Awards                   | 2000                  | Вибір: Найкраща акторка                                                    | Тільки ти і я                    | Номінація             |
| Teen Choice Awards                   | 2000                  | Choice Movie: Chemistry                                                    | Тільки ти і я                    | Номінація             |
| Teen Choice Awards                   | 2001                  | Вибір: Найкраща акторка                                                    | Збережи останній танець          | Перемога              |
| Teen Choice Awards                   | 2001                  | Вибір: Найкраща бійка                                                      | Збережи останній танець          | Перемога              |
| Teen Choice Awards                   | 2004                  | Вибір: Найкраща акторка — драма / бойовик                                  | Принц і я та Усмішка Мони Лізи   | Номінація             |
| Teen Choice Awards                   | 2006                  | Вибір: Найкращий крик                                                      | Омен                             | Номінація             |
| YoungStar Awards                     | 1999                  | Найкраща молода акторка в кінокомедії                                      | 10 речей, які я в тобі ненавиджу | Номінація             |